# Вулиця Володимира Лучаковського (Тернопіль)
Вулиця Володимира Лучаковського — вулиця у житловому масиві «Дружба» міста Тернополя.

## Відомості
Розпочинається від вулиці Сергія Короля, пролягає на південь до вулиці Степана Будного, де на перехресті продовжується ринком «Західний». Довжина вулиці — майже 1 км. На вулиці переважають багатоповерхівки, є одна з двох в Тернополі шістнадцятиповерхівок.

## Дотичні вулиці
Лівобічними дотичними є вулиці Степова, Іванни Блажкевич, Громницького та бульвар Просвіти.

## Транспорт
На вулиці є 5 зупинок громадського транспорту:
- Вулиця Володимира Лучаковського — маршрутні таксі №11, 33, 42, 50, тролейбус №6.
- Вулиця Степана Будного — маршрутні таксі №11, 33, 42, 50, тролейбус №6.
- Бульвар Просвіти — автобусні маршрути №11, 19, 27, 29, 33.
- Церква Святого Йосафата — автобусні маршрути №11, 19, 27, 29, 33.
- Вулиця Володимира Громницького — автобусні маршрути №11, 19, 27, 29, 33.

## Комерція
- Супермаркет «АТБ» (вулиця Лучаковського, 14)
- Продуктовий магазин «Калина» (вулиця Лучаковського, 15)

## Релігія
- Церква Святого Священномученика Йосафата (вулиця Лучаковського, 5г)